# میکاییل سیلوستره
میکاییل سامی سیلوستره (به انگلیسی: Mikaël Samy Silvestre) (زاده ۹ اوت ۱۹۷۷) بازیکن بازنشسته فوتبال اهل فرانسه است وی سابقه بازی در باشگاه‌های فوتبال اینترمیلان، منچستر یونایتد و آرسنال را دارد.